# Ян Кохановський
Ян Кохановський (пол. Jan Kochanowski); 6 червня 1530, Сицина поблизу Радома — 22 серпня 1584, Люблін) — польський поет, перекладач і драматург епохи Відродження.

## Біографія
Походить з шляхетської родини, батько Пйотр Кохановський (1485—1547) був суддею в Сандомирі. Син від другого шлюбу батька з Анною із Бялачова гербу Одровонж. Мати Анна була освіченою жінкою і мала літературний хист який передався і її дітям. В сім'ї Кохановського було 12 дітей — 7 синів та 5 дочок і багато хто з них якимсь чином проявили себе у літературі. З 1544 року навчався в Краківській академії, потім з 1551 по 1552 у Кенігсберзькому університеті — одному із центрів європейської протестантської думки та з середини 1552 року у Падуанському університеті, який у той час був осередком гуманістичної культури і в якому здобували освіту багато діячів польського Відродження. Тут Кохановський вивчив давньогрецьку мову, літературу італійського Відродження і сам написав латиномовний цикл поетичних послань, од, фрашок, любовних пісень та елегій, значна частина яких присвячена темі кохання до Лідії, котрої, як гадають, насправді не існувало і котра була навмисно вигадана Кохановським як об'єкт для поетичного оспівування.

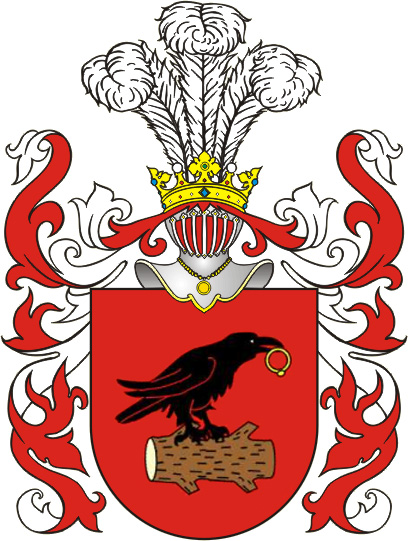
Герб Корвин

В Італії писав невеликі твори латиною. У 1555—1556 мешкав у Кенігсберзі, у 1556—1559 роках ще двічі їздив до Італії, де познайомився із вченими Яном Замойським, Станіславом Фогельведером, Лукашем Гурницьким та іншими. Через Францію та Німеччину повернувся до Польщі. Повертаючись додому, він ненадовго зупинився у Парижі, де зустрівся з одним із найбільших французьких поетів того часу — П'єром де Ронсаром, главою поетичної школи «Плеяда». Поети цієї школи прагнули підняти авторитет національної культури і з цією метою писали свої твори не латиною, а рідною мовою. Під їхнім впливом Кохановський створив свій перший вірш польською мовою «Czego chcesz od nas, Panie…», який одразу зробив його популярним у Польщі. З цього часу латина відійшла у його поетичній творчості на другий план, і свої твори він почав писати переважно польською мовою.
Жив при дворах вельмож. За сприяння канцлера Петра Мишковського був наближений до двору короля Сигізмунда II Августа і в 1564 році був призначений королівським секретарем. Після смерті Сигізмунда II Августа був прихильником Генріха Валуа і після його втечі з Польщі віддалився від двору.
Більшу частину 1569 року Кохановський провів у Любліні, де брав участь у роботі Вального сейму.
5 квітня 1573 року імовірно перебував у Варшаві на церемонії урочистого відкриття першого мосту через річку Вісла, а 15 травня взяв участь у виборах Генріха Валуа.
У 1574 році облаштувався в успадкованому від батька маєткові Чарноляс, де вів життя поміщика.Він одружився з Доротою Підлодовською. Вони мали 7 дітей — 6 дочок і сина. На жаль у Чарнолясі родину Кохановського спіткало нещастя — у 1577 році помирає старший брат Яна, Каспер, а у 1579 році поет втрачає свою трирічну донечку Урсулку.
1580 року видано цикл тренів, який Ян Кохановский присвятив Урсулці.
Помер раптово (хвороба серця) у Любліні у 1584 році, був похований в парафіяльному костелі у Зволені (місто неподалік від Чарноляса). В храмі зберігся його пізньоренесансовий надгробок з початку XVII століття. У селі, де Кохановський провів останні десять років життя, діє Музей Яна Кохановського.

## Творчість

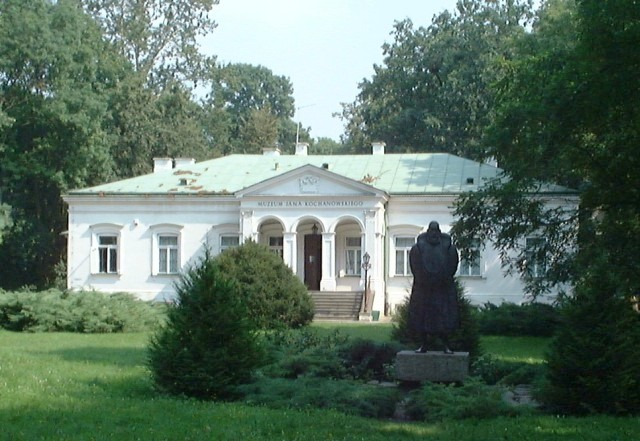
Музей Яна Кохановського

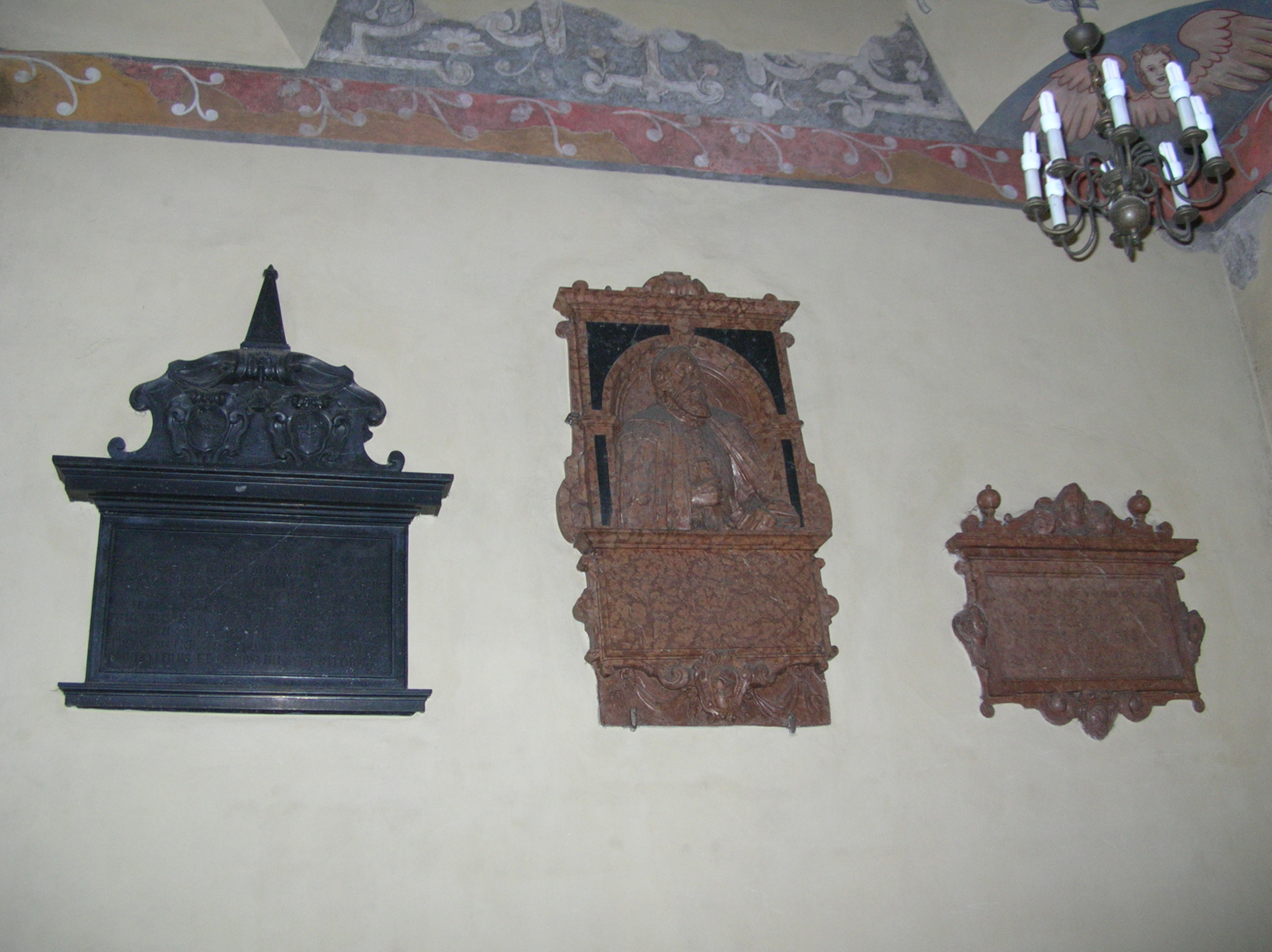
Надгробки родини Кохановских

Ранні твори (елегії та епіграми), зібрані; опубліковані в кінці життя в томах «Lyricorum libellus» (1580) і «Elegiarum libri III», писав латинською мовою. До латини звертався і пізніше, коли писав оди та інші віршовані твори «на випадок».
Велику роль в утвердженні рідної мови в польській поезії зіграли його різноманітні в жанровому відношенні твори польською мовою. До них належать поеми «Zgoda» («Згода», написана у 1562—1563 роках, видана 1564 року), «Satyr albo Dziki mąż» («Сатир», 1564), «Proporzec albo Hołd pruski» («Прапор», 1569 видана 1587 року) та інші. Для розвитку літературної мови й віршової техніки велике значення мали переклади псалмів Давида («Давидів псалтир», 1578).
На смерть дочки написав «Treny» («Трени», видана 1580) — циклічну поему, яка складається з дев'ятнадцяти надгробних плачів. Короткі вірші, переважно жартівливого, іноді фривольного і моралізаторсько-філософського змісту, увійшли до зібрання «Fraszki» («Фрашки», кн. 1-3, видані 1584). З трьохсот фрашок, написаних Кохановським, близько п'ятдесяти є вільним перекладом або переробкою творів античних і західноєвропейських поетів.
Ліричні вірші, написані після 1570 року, увійшли до посмертної збірки «Pieśni Jana Kochanowskiego. Księgi dwoje» «Пісні» (кн. 1-2, видані 1585—1586). Частину віршів було включено у розділ «Pieśni kilka» у томі «Fragmenta albo Pozostałe pisma» (1590). Провідне місце у цьому циклі віршів займає любовна та громадянська тематика.
Автор героїчно-комічної поеми «Szachy» («Шахи», видана 1564 або 1565), трагедії «Odprawa posłów greckich» («Відмова грецьким послам», 1578). Це — написана білим віршем трагедія, в основу якої покладено зміст однієї із пісень гомерівської «Іліади», а саме — сцену прибуття у Трою грецьких посланців, які вимагають від Паріса повернути викрадену ним Єлену. «Відмова грецьким послам» стала одним із перших польських зразків світської драми у польській літературі.

## Українські переклади
Українською твори Яна Кохановського перекладали Петро Тимочко, Дмитро Білоус, Анатолій Глущак.

## Вшанування
- до липня 1944 року вулиця у Львові (тепер вулиця Конопницької)[5]
- Вулиця в Тернополі (тепер вулиця Б. Хмельницького).
- Вулиця в Гданську.